# Usine des horlogeries Dodane
L'usine des horlogeries Dodane est un bâtiment de la ville de Besançon construit par l'architecte Auguste Perret.
L'usine et le jardin font l’objet d’une inscription au titre des monuments historiques depuis le 20 juin 1986.

## Histoire
Les bâtiments de l'usine des horlogeries Dodane furent commandés à l'architecte Auguste Perret par Raymond Dodane, héritier d'une longue tradition familiale de l'horlogerie originaire de la région. La construction, supervisée par le Bisontin André Boucton, débuta juste avant la Seconde Guerre mondiale en 1939 et s'acheva en 1943. Le bâtiment est localisé dans le quartier de Montrapon-Fontaine-Écu, au numéro sept de l'avenue de Montrapon. Sa réalisation revalorise la liaison qui existait traditionnellement dans d'activité industrielle entre l'habitat patronal et l'usine, et constitue ainsi une architecture industrielle contemporaine originale en France. L'édifice est en béton armé et composé de poutres en acier, il est également agrémenté d'un jardin privé comprenant piscine et court de tennis. L'usine est inscrite au monument historique le 20 juin 1986 et désaffectée en 1994.